# Tilly Smith
(Bill Clinton)
Tilly Smith (1994) è una britannica cui è attribuito il merito, a soli 10 anni, di aver salvato circa un centinaio di persone a Phuket, la mattina del Maremoto dell'Oceano Indiano del 2004.

## Biografia
Due settimane prima di Natale aveva studiato gli tsunami a scuola, in una lezione di geografia alla Danes Preparatory School di Oxshott, una cittadina del Surrey.
La mattina del 26 dicembre 2004, Tilly era scesa in spiaggia assieme ai genitori e alla sorella di 7 anni quando vide il mare ritirarsi e ribollire, ed avvisò i suoi genitori; questi a loro volta avvisarono gli altri bagnanti e il personale dell'albergo dove alloggiavano. Grazie a ciò, la spiaggia fu evacuata pochi minuti prima che il maremoto si abbattesse su di essa, facendo di Maikhao Beach uno dei pochi luoghi sull'isola dove non furono registrate vittime.
Dopo che Tilly tornò in Inghilterra, un cameraman fu autorizzato a seguirla per sapere come si svolgesse una sua giornata-tipo a scuola e fu intervistato anche il suo insegnante di geografia, Andrew Kearney.

### Riconoscimenti
Il 9 settembre 2005 ricevette il Thomas Gray Special Award dall'associazione britannica The Marine Society & Sea Cadets, dalle mani dell'allora Secondo Lord del Mare, il vice-ammiraglio Sir James Burnell-Nugent.
Tilly e la sua famiglia si rifiutarono di rilasciare interviste ad emittenti commerciali e nazionali, ma il 3 novembre 2005 Tilly visitò la sede centrale delle Nazioni Unite, dove incontrò l'ex-Presidente degli Stati Uniti d'America, Bill Clinton, allora inviato speciale dell'ONU per la ricostruzione nelle zone disastrate.
Il 26 dicembre prese parte alla cerimonia svoltasi a Khao Lak per il primo anniversario dello tsunami.
Verso la fine del 2005 fu nominata "bambina dell'anno" dai lettori del Mon Quotidien, giornale francese per ragazzi dai 10 ai 14 anni, che le dedicò anche la prima pagina il 27 dicembre.
Il 15 giugno 2006 le Nazioni Unite hanno lanciato una campagna finalizzata a mettere in evidenza l'importanza dell'educazione scolastica come mezzo utile a prevenire perdite di vite umane nei casi di disastri naturali. La campagna è stata presentata con una conferenza tenutasi a Parigi che ha visto la partecipazione, tra gli altri, anche di Tilly Smith e di altri bambini distintisi per le loro conoscenze in materia di calamità naturali.
L'asteroide 20002 Tillysmith è stato così denominato in suo onore.